# Golfo de Leão

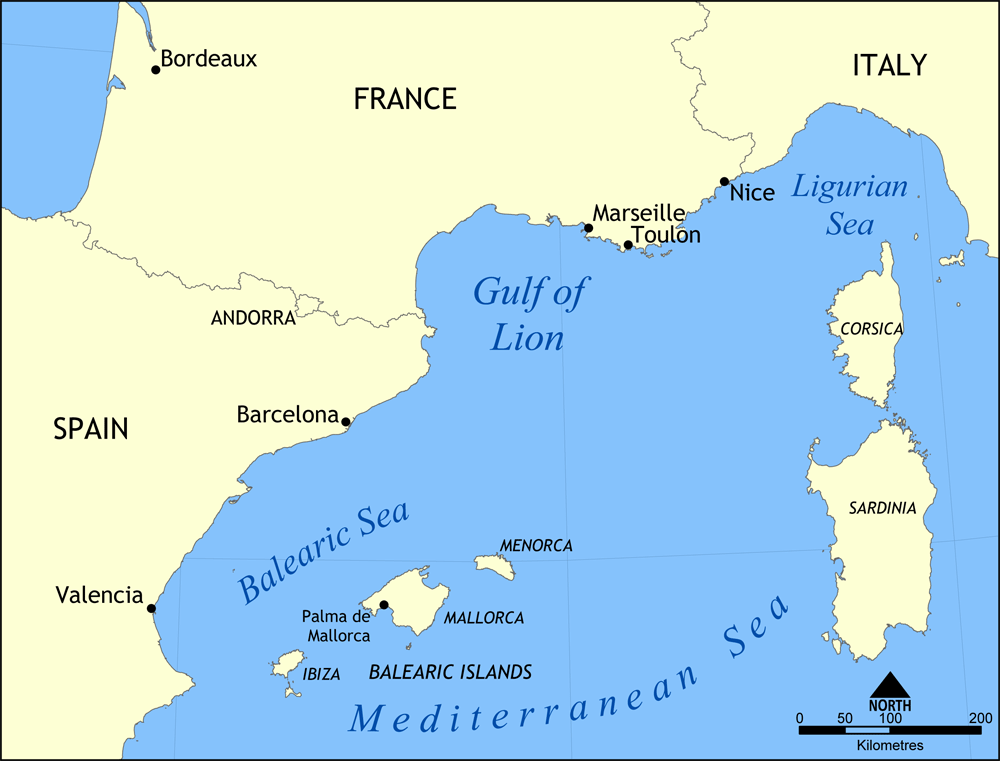
Mapa do Golfo de Leão

O golfo de Leão ou do Leão (em francês:  golfe du Lion), por vezes traduzido erroneamente como golfo de Lião ou golfo de Lyon ) é uma pequena parte do mar Mediterrâneo situada diante do litoral arenoso das regiões francesas do Languedoc-Roussillon e da Provence, entre os Pirenéus (fronteira com a Espanha) e Toulon, segundo alguns mapas.
Os principais portos do golfo são Marselha e Toulon. Entre os rios que nele desaguam, incluem-se o Tech, o Têt, o Aude, o Orb, o Hérault, o Vidourle e o Ródano.
Esta é a área do famoso vento frio chamado Mistral.

## Geodinâmica
O golfo de Leão não é uma simples margem continental passiva: resulta da rotação anti-horária do bloco Corso-Sardenho contra o continente, datada do Oligoceno-Mioceno. Segundo alguns geólogos, há depósitos consideráveis de petróleo nos seus limites.